# John Starks
Ne doit pas être confondu avec John Stark, major général dans l'Armée continentale.
Pour les articles homonymes, voir Starks.
John Levell Starks, né le 10 août 1965 à Tulsa en Oklahoma (États-Unis), est un joueur américain de basket-ball évoluant au poste d'arrière.
John Starks est arrivé en NBA sans participer à la draft, il fait ses preuves dans des ligues mineures pour convaincre. Il effectue l’essentiel de sa carrière aux Knicks de New York, apparaissant aux yeux de tous les observateurs comme un fabuleux tireur longue distance et un défenseur infatigable, spécialiste du marquage de Michael Jordan dans des matchs toujours âpres face aux Bulls de Chicago.
Starks ne remporte aucun titre collectif mais participe à un NBA All-Star Game et est élu meilleur sixième homme de la ligue au cours d’une carrière longue de 14 saisons effectuée dans 4 clubs différents.

## Biographie

### Warriors de Golden State (1988-1989)
Après un an de basket en lycée, John Starks va fréquenter 4 universités différentes en autant d’années. À sa sortie de l’Université d’État de l'Oklahoma en 1988, il n’a pas la possibilité de se présenter à la draft de la NBA malgré une moyenne honorable de 15,4 points marqués par match. Il accède néanmoins aux parquets de la ligue en signant en tant qu’agent libre pour les Warriors de Golden State le 29 septembre 1988. Lors de sa première saison, il participe à 36 matchs à raison d’une petite dizaine de minutes sur le parquet pour une moyenne de 4,1 points. Les Warriors se qualifient pour les playoffs mais n’inscrivent pas Starks dans l’effectif amené à les disputer.

### Cedar Rapids Silver Bullets (1989-1990)
Cette mise à l’écart se confirme à l’orée de la saison 1989-1990 qui voit le joueur quitter la NBA pour découvrir son antichambre, la Continental Basketball Association (CBA). Il évolue au sein des Cedar Rapids Silver Bullets et devient une des vedettes de la ligue mineure avec des moyennes de 21,7 points, 5,5 passes et 5,3 rebonds par match.

### Rockers de Memphis (1990)
Ces performances sont néanmoins jugées insuffisantes pour être embauché par une équipe NBA. Il débute alors la saison suivante en World Basketball League avec les Rockers de Memphis.

### Knicks de New York (1990-2000)

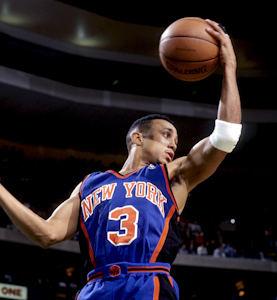
John Starks en 1996

Les Knicks de New York à la recherche d’une doublure pour leur titulaire Gerald Wilkins, le frère du All-Star Dominique Wilkins, s’intéressent à Starks et le font signer en tant qu’agent libre le 1er octobre 1990. Lors d'un entraînement, dans sa volonté de marquer les esprits, il tente un dunk sur Patrick Ewing. Le pivot le contre et Starks se tord le genou, direction l'infirmerie. Ce qui aurait dû être un coup dur sera finalement sa chance. Alors que les Knicks souhaitaient s'en séparer, ils ne peuvent mettre fin à son contrat tant qu’il est blessé. À son retour, un autre arrière est blessé et Starks obtient du temps de jeu. Starks s’impose dans l’effectif de l’équipe bâtie autour de Patrick Ewing. En 1991-92, l'entraîneur Pat Riley fait de John Starks un des 6e hommes les plus efficaces de la NBA. Il participe à l’ensemble des matchs de la saison régulière et devient la deuxième arme offensive des Knicks avec 13,9 points de moyenne, établissant le record de la franchise en matière de panier à 3 points marqués au cours d’un match avec 8 réussites. New York est éliminé en playoffs par les Bulls, futurs champions.
Au début de la saison 1992-93, Wilkins est transféré. Starks doit alors partager son temps de jeu avec 2 nouveaux venus : Rolando Blackman et Hubert Davis. Il termine à nouveau 2e meilleur marqueur de l’équipe, est élu parmi les 10 meilleurs défenseurs de la ligue et manque de peu de remporter le trophée du joueur ayant le plus progressé. En playoffs, il débute tous les matchs et tourne à 16,5 points et 6,4 passes. Les Knicks sont néanmoins éliminés pour la quatrième année consécutive par les Bulls.
Malgré une blessure en début de saison 1993-1994, Starks marque 19 points et délivre 5,9 passes de moyenne, des statistiques qui lui valent son unique sélection pour un All-Star Game. En l’absence de Michael Jordan, les Knicks atteignent enfin les finales NBA grâce notamment aux performances offensives de leur arrière All-Star. Malheureusement, la saison se termine de manière catastrophique pour Starks qui, lors du match décisif pour le titre, ne rentre que 2 paniers sur 18 tentatives, manquant ses 11 tirs à 3 points et laissant les Rockets de Houston d’Hakeem Olajuwon emmener le trophée vers le Texas. Au passage il établit le record du nombre de 3 points tentés dans une série de playoff avec un total de 50.
En 1994-1995, John Starks entre dans l’histoire de la NBA en devenant le premier joueur à tenter plus de 600 tirs à 3 points et à en marquer plus de 200. Ses 217 paniers effacent le précédent record de Dan Majerle. Les Knicks sont éliminés par les Pacers de l'Indiana en 7 manches disputées. La saison suivante, Starks réalise des performances moyennes et se trouve de nouveau relégué sur le banc. Il retrouve sa place de titulaire pour les playoffs et établit un nouveau record de 3 points marqués lors d’une série en 3 matchs avec un total de 14.
L’arrivée du prodige Allan Houston cantonne Starks sur le banc. Le joueur ne s’en formalise pas et réalise une saison 1996-1997 particulièrement complète. Il affiche des moyennes de 13,8 points, 2,8 passes, 2,7 rebonds et 1,17 interception en seulement 26,5 minutes par match. Ces performances lui valent le trophée de meilleur 6e homme de la NBA. Il réussit à peu près les mêmes statistiques en 1997-1998 pour sa dernière saison complète à New York.

### Warriors de Golden State (jan. 1999-fév. 2000)
Le 21 janvier 1999, il sert de monnaie d’échange contre Latrell Sprewell dans un accord entre les Knicks et les Warriors de Golden State. Il marque son 1000e panier à 3 points sous les couleurs de ses débuts en NBA.

### Bulls de Chicago (fév. -mars 2000)
Le 16 février 2000, il fait à nouveau partie d'un échange, avec Bruce Bowen et un premier tour de draft 2000 contre Toni Kukoč, incluant les Warriors de Golden State et les Bulls de Chicago, désormais sa nouvelle équipe. Il n’y reste que 5 semaines avant d’être libéré par le club de Chicago le 21 mars 2000.

### Jazz de l'Utah (2000-2002)
Le 4 août 2000, il intègre l’effectif du Jazz de l'Utah pour ce qui est son dernier défi en NBA. Il dispute 141 matchs en 2 ans, ratant quelques parties pour des raisons disciplinaires. Cela est néanmoins suffisant pour atteindre les barres symboliques de 10 000 points et 2 000 rebonds en carrière avant de prendre sa retraite au printemps 2002.

## Clubs successifs
- Warriors de Golden State - 1988-1989.
- Cedar Rapids Silver Bullets - 1989-1990
- Rockers de Memphis - 1990
- Knicks de New York - 1990-janvier 1999.
- Warriors de Golden State - janvier 1999-février 2000.
- Bulls de Chicago - février 2000-mars 2000.
- Jazz de l'Utah - août 2000-2002.

Statistiques en carrières : 12,5 points / 3,6 passes / 2,5 rebonds en 866 matchs (+ 96 en playoff).

## Palmarès
- Finales NBA en 1994 contre les Rockets de Houston.
- Élu meilleur 6e homme de la NBA en 1997.
- NBA All-Defensive Second Team (2e équipe type défensive) en 1993.
- Sélectionné au NBA All-Star Game 1994.

## Records sur une rencontre en NBA
Les records personnels de John Starks en NBA sont les suivants, :
| Record de la franchise |

| Type de statistique        | Saison régulière | Saison régulière            | Saison régulière | Playoffs | Playoffs               | Playoffs    |
| Type de statistique        | Record           | Adversaire                  | Date             | Record   | Adversaire             | Date        |
| -------------------------- | ---------------- | --------------------------- | ---------------- | -------- | ---------------------- | ----------- |
| Points                     | 39               | 2 fois                      | 2 fois           | 30       | Bulls de Chicago       | 11 mai 1996 |
| Paniers marqués            | 15               | Bucks de Milwaukee          | 13 novembre 1993 | 11       | Bulls de Chicago       | 11 mai 1996 |
| Paniers tentés             | 36               | @ Magic d'Orlando           | 14 février 1993  | 21       | Pacers de l'Indiana    | 2 mai 1993  |
| Paniers à 3 points réussis | 9                | Bucks de Milwaukee          | 29 janvier 1998  | 7        | @ Pacers de l'Indiana  | 11 mai 1995 |
| Paniers à 3 points tentés  | 16               | @ Raptors de Toronto        | 6 avril 1996     | 11       | 2 fois                 | 2 fois      |
| Lancers francs réussis     | 12               | 2 fois                      | 2 fois           | 11       | 2 fois                 | 2 fois      |
| Lancers francs tentés      | 15               | Nets du New Jersey          | 17 décembre 1991 | 14       | @ Bulls de Chicago     | 13 mai 1994 |
| Rebonds offensifs          | 4                | 4 fois                      | 4 fois           | 2        | 8 fois                 | 8 fois      |
| Rebonds défensifs          | 8                | 2 fois                      | 2 fois           | 9        | Heat de Miami          | 16 mai 1997 |
| Rebonds totaux             | 10               | Mavericks de Dallas         | 19 février 1999  | 11       | Heat de Miami          | 16 mai 1997 |
| Passes décisives           | 14               | @ Lakers de Los Angeles     | 26 mars 1993     | 12       | Hornets de Charlotte   | 9 mai 1993  |
| Interceptions              | 7                | Celtics de Boston           | 9 avril 1996     | 5        | 2 fois                 | 2 fois      |
| Contres                    | 3                | @ Timberwolves du Minnesota | 23 décembre 1991 | 1        | 9 fois                 | 9 fois      |
| Balles perdues             | 8                | 2 fois                      | 2 fois           | 8        | 2 fois                 | 2 fois      |
| Minutes jouées             | 56               | @ Magic d'Orlando           | 14 février 1993  | 50       | @ Hornets de Charlotte | 14 mai 1993 |

- Double-double : 11 (dont 1 en playoffs)
- Triple-double : 0